# Чирикијело (Пескара)
Чирикијело (итал. Cirichiello) је насеље у Италији у округу Пескара, региону Абруцо.
Према процени из 2011. у насељу је живело 23 становника. Насеље се налази на надморској висини од 328 м.